# Доксиламін
Доксиламін (англ. Doxylamine) — синтетичний препарат, що є похідним етаноламіну, та належить до антигістамінних препаратів І покоління, для перорального застосування. Особливістю препарату є виражена седативна та м-холінолітична дія, яку можна порівняти із дією бензодіазепінів. Уперше доксиламін описаний у 1949 році.

## Фармакологічні властивості
Доксиламін — синтетичний препарат, що є похідним етаноламіну та належить до групи антигістамінних препаратів І покоління. Механізм дії препарату полягає у селективному блокуванні Н1-рецепторів гістаміну. Доксиламін має також виражену м-холінолітичну та седативну дію. Доксиламін добре проникає через гематоенцефалічний бар'єр. На відміну від похідних бензодіазепіну, доксиламін подовжує тривалість та якість сну, не впливаючи на структуру та фази сну. При застосуванні доксиламіну достовірно зменшується час засинання хворих, покращення якості сну, зменшення ймовірності нічних пробуджень та покращення якості ранкового пробудження. Доксиламін також може зменшувати симптоми свербіння шкіри та разом із піридоксином застосовується для зняття симптомів блювоти вагітних.

### Фармакокінетика
Доксиламін швидко та добре всмоктується в шлунково-кишковому тракті, але біодоступність препарату складає лише 24,7%. Максимальна концентрація препарату в крові досягається протягом 1 години після перорального застосування. Доксиламін добре розподіляється в організмі, проходить через гематоенцефалічний та плацентарний бар'єр, та виділяється в грудне молоко. Доксиламін частково метаболізується в печінці із утворенням активних та неактивних метаболітів. Виводиться доксиламін із організму переважно нирками (60%), частково в незміненому вигляді, частково у вигляді метаболітів, частина препарату виводиться із організму з калом. Період напіввиведення препарату складає в середньому 10 годин, цей час може значно збільшуватися при нирковій або печінковій недостатності або в пацієнтів похилого віку.

## Показання до застосування
Доксиламін застосовується при періодичному та транзиторному безсонні, свербінні шкіри, у складі комбінованих препаратів для лікування застуди та кашлю, та для лікування блювоти вагітних.

## Побічна дія
При застосуванні доксиламіну рідко та переважно при застосуванні препарату у високих дозах спостерігаються наступні побічні ефекти: сухість у роті, запор, порушення акомодації, тахікардія, затримка сечі, шкірні алергічні реакції.

## Протипокази
Доксиламін протипоказаний при підвищеній чутливості до препарату, закритокутовій глаукомі, порушеннях уродинаміки, бронхіальній астмі та обструктивних захворюваннях легень, паралітичному ілеусі, обструкції жовчевих шляхів. Доксиламін не рекомендований у періоді годування грудьми. Доксиламін застосовується у дітей старших 15 років (згідно рекомендацій в Україні).

## Форми випуску
Доксиламін випускається у вигляді звичайних та шипучих таблеток по 0,015 г. У США випускається у комбінації з піридоксином по 25 мг кожного препарату під торговою назвою «Діклегіс».